# Musaranya de Lamotte
La musaranya de Lamotte (Crocidura lamottei) és una espècie de la família de les musaranyes que es habita a Benín, Burkina Faso, el Camerun, Costa d'Ivori, Gàmbia, Ghana, Guinea, Guinea Bissau, Libèria, Mali, Nigèria, el Senegal, Sierra Leone i Togo. Habita la sabana.
Fou anomenada en honor de Maxime Lamotte, zoòleg i catedràtic francès.